# Walter Schönenbröcher

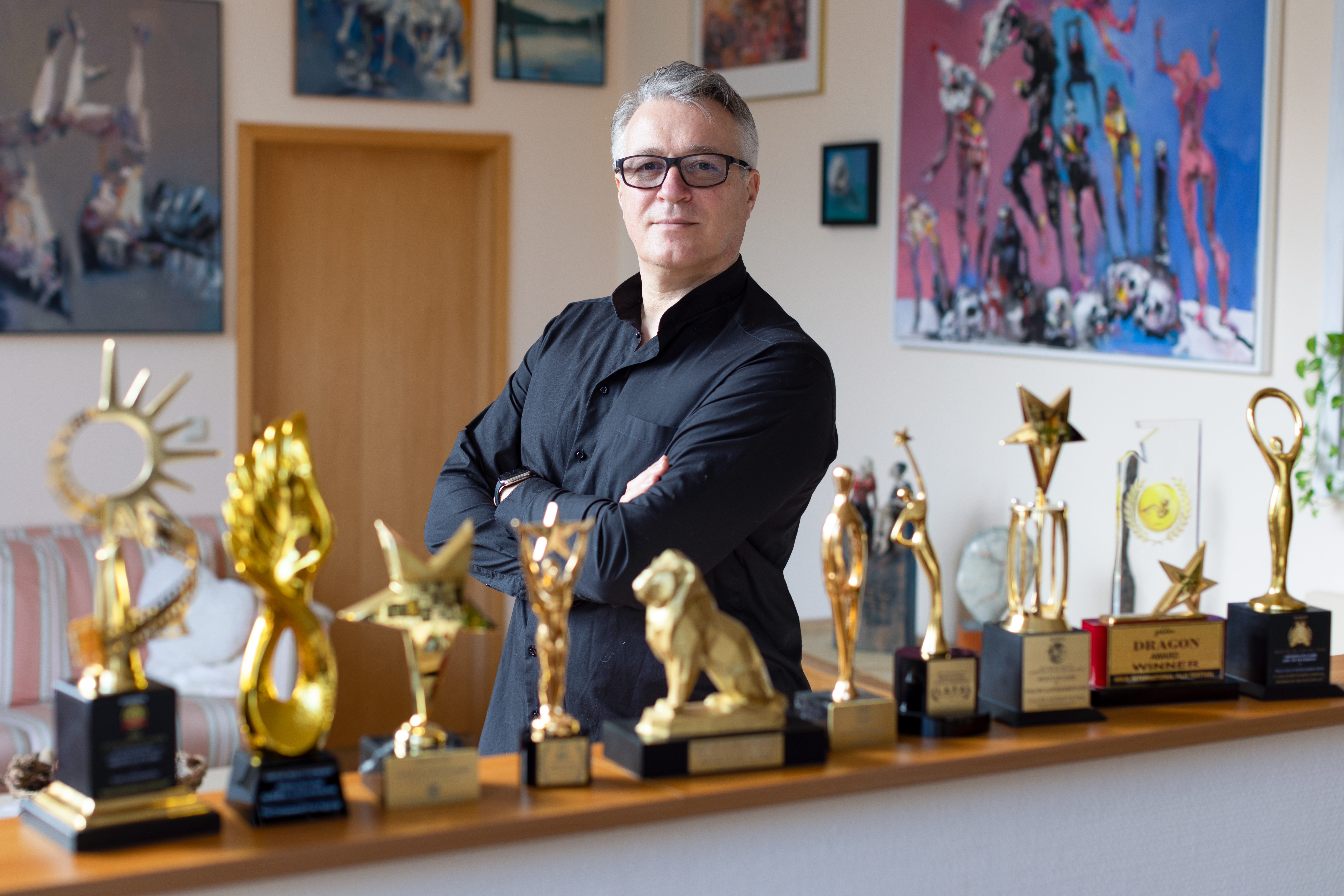
Walter Schönenbröcher (2022)

Walter Schönenbröcher (* 1964 in Bergisch Gladbach) ist ein deutscher Fotograf und Filmemacher.

## Leben
Walter Schönenbröcher wuchs in Köln auf und machte dort 1983 sein Abitur. Von 1984 bis 1990 studierte er Mathematik und Wirtschaftswissenschaften an der RWTH Aachen sowie an der Technischen Universität Berlin, welches er aber aufgab, als er sein erstes IT-Unternehmen gründete. Von 1988 bis 2014 war er geschäftsführender Gesellschafter einer Internet-Unternehmensgruppe mit mehreren Gesellschaften.
2010 begann Schönenbröcher zu fotografieren. Aus der anfänglichen Natur- und Architekturfotografie kam er zur Porträtfotografie, wo er Auftragsarbeiten für Personen des öffentlichen Lebens aus Film, Musik, Politik, Sport und Wirtschaft durchführte.
Zu den Porträtierten gehören unter anderem Urs Rechn, Ottfried Fischer, Alice Brauner, Alexander Knappe, Kathrin Clara Jantke, Helmfried von Lüttichau, John Friedmann, Roman Roth, Micky Brühl Band, Elin Kolev, Simon Desue, Alberto, Hans Scheuerecker, Günther Rechn, Trixi Worrack, Dirk Rohrbach, Holger Kelch und Evan Christ.
Von 2010 bis 2016 baute Schönenbröcher sein Portfolio bei der italienischen Vogue auf mehr als 230 Fotos aus und erzielte insgesamt zehn „BEST-OF“-Titel mit seinen Werken.
Anfang 2011 startet er neben anderen künstlerischen Projekten die zeitgeschichtliche Dokumentation HANDwerk, welche seltene und vom Aussterben bedrohte Handwerksberufe dokumentiert. 2016 unterstützte das Land Brandenburg diese Fotoserie mit einer landesweiten Wanderausstellung im Rahmen des Brandenburger Kulturjahres. Die Werke wurden hierbei neben dem Brandenburger Landtag auch in mehreren Brandenburger Museen ausgestellt. Mittlerweile umfasst das Projekt mehr als 45 Handwerke mit insgesamt mehr als 600 Werken.
Im September 2016 heiratete er die deutsche Komponistin und Sängerin Kathrin Clara Jantke, mit der er seit 2013 zusammen in Cottbus lebt.
Seit 2017 arbeitet Schönenbröcher auch wieder als Filmemacher. Er produziert unter seiner Produktionsfirma Whitestag mehrere Virtual-Reality-Filmserien und Kurzfilme mittels stereoskopischer 360°-Filmtechnik. Darunter ist auch die filmische Weiterführung seiner zeitgeschichtlichen Dokumentation HANDwerk, mit der er 2018 den insta360 Award und 2019 Nominierungen bei internationalen Filmfestivals (Nashville Film Festival 2019, FIVARS 2019, nextreality.contest 2019, London Lift-Off Film Festival 2019, Ambacht in Beeld Film Festival Amsterdam 2020) erlangte.
Seit 2018 produziert Schönenbröcher auch eine Virtual-Reality-Filmserie Künstler hautnah, bei der er Kunstpreisträger filmisch porträtiert. Darunter sind bekannte Künstler, wie Günther Rechn, Matthias Körner, Kani Alavi, Hans-Georg Wagner, Jörg Engelhardt, Rita Grafe, Chris Hinze, Mona Höke und Micha Brendel. Diese Dokumentation erlangte mehrere internationale Awards auf internationalen Filmfestivals, wie z. B. in Los Angeles (USA), Kalkutta (Indien), Barcelona (Spanien), Punhaka (Bhutan), Tagore (Indien), Sydney (Australien), Jaisalmer (Indien) und Varese (Italien).
Seit 2019 ist Walter Schönenbröcher ehrenamtliches Beiratsmitglied des Johanniter-Kinderhospizes „Pusteblume“.
2022 gewann sein Virtual-Reality-Projekt „Ohne Helfer keine Hilfe“ für den Brandenburger Landkreis Oberspreewald-Lausitz den dritten Platz bei dem vom Bundesministerium des Innern und für Heimat ausgerichteten Förderpreis „Helfende Hand“ in der Kategorie „Unterstützung des Ehrenamtes“.
Anfang 2024 wurde Schönenbröcher zum Präsidenten des Marketing Club Lausitz e.V., ein Mitglied des Bundesverband Marketing Clubs e.V., berufen.

## Ausstellungen

### International
- 2018: Art Nou Milenni, Barcelona (Spanien): FotoExpo (Gruppenausstellung)[10]
- 2017: Balkan Photo Festival, Sarajevo (Bosnien und Herzegowina): Finalist des Balkan Photo Awards (Gruppenausstellung)[11]
- 2015: New York Center for Photographic Art, New York (USA): Portraits (Gruppenausstellung)[12][13]
- 2014: Photography Now, London (Großbritannien): Intagliotypien (Gruppenausstellung)
- 2013: Art Gallery SATURA, Genua (Italien): Architecture (Einzelausstellung)[14]
- 2012: Kultur-Festival PENSA, Prodenone (Italien): Award Winners (Gruppenausstellung)

### National
- 2018: WirtschaftsRaum Cottbus, Cottbus: Menschen, welche anpacken (Doppelausstellung)[15]
- 2018: Stadtgalerie „KUNSTGESCHOSS“, Werder: Tischlein (ent)deck dich! (Doppelausstellung)[16]
- 2017/2018: Museum Schloss Doberlug, Doberlug-Kirchhain: Campus Galli – die Klosterstadt Meßkirch (Sonderausstellung)[17]
- 2017: Stadt- und Industriemuseum, Guben: HANDwerk (Sonderausstellung)[18]
- 2017: Eisenhüttenmuseum, Peitz: HANDwerk (Sonderausstellung)[19]
- 2017: Stadtmuseum Pritzwalk, Pritzwalk: HANDwerk (Sonderausstellung)[20]
- 2017: Handwerkermesse, Cottbus: HANDwerk (Einzelausstellung)
- 2016: Landtag Brandenburg, Potsdam: HANDwerk (Einzelausstellung)[21]
- 2016: Museum im Frey-Haus, Brandenburg an der Havel: HANDwerk (Einzelausstellung)[22]
- 2016: Museum im Schloss Doberlug: HANDwerk (Einzelausstellung)[23]
- 2016: Altes Gymnasium Neuruppin: HANDwerk (Einzelausstellung)[24]
- 2016: Technische Hochschule Wildau: HANDwerk (Einzelausstellung)[25]
- 2016: Kloster Neuzelle: HANDwerk (Einzelausstellung)[26]
- 2016: Kleist-Theater Frankfurt (Oder): HANDwerk (Einzelausstellung)[27]
- 2016: Rathaus Schwedt/Oder: HANDwerk (Einzelausstellung)[28]
- 2016: Rathaus Lübbenau/Spreewald: HANDwerk (Einzelausstellung)[29]
- 2016: Handwerkskammer Cottbus: HANDwerk (Einzelausstellung)[30]
- 2016: Sparkasse Elbe-Elster, Finsterwalde: einBLICK. (Einzelausstellung)[31]
- 2015: Handwerkskammer Cottbus: HANDwerk (Einzelausstellung)
- 2015: Neuberinhaus, Reichenbach im Vogtland: einBLICK. (Einzelausstellung)[32]
- 2014: Schloss Vetschau: einBLICK. (Einzelausstellung)
- 2011: Müritzeum, Waren: Naturfotografie (Einzelausstellung)[33]
- 2011: Rathaus Malchow: einBLICK. (Einzelausstellung)

## Kunstmessen (international)
- 2017: ST.ART, Straßburg (Frankreich): vertreten durch die Galerie ART NOU MILENNI[34]
- 2017: ARTEHOS, Barcelona (Spanien): vertreten durch die Galerie ART NOU MILENNI[35]

## Veröffentlichungen
- Deutsche Nationalbibliothek | Publikationsliste
- Kunstkalender hoch. Calvendo Verlag, Unterhaching 2022, 11. Aufl. ISBN 978-3-672-89894-6.
- Kunstkalender quer. Calvendo Verlag, Unterhaching 2022, 11. Aufl. ISBN 978-3-672-89943-1.
- POP11 hoch. Calvendo Verlag, Unterhaching 2020, 8. Aufl. ISBN 978-3-660-04966-4.
- FOTOART. Calvendo Verlag, Unterhaching 2020, 7. Aufl. ISBN 978-3-660-04892-6.
- Klavierbau. Calvendo Verlag, Unterhaching 2022, 7. Aufl. ISBN 978-3-673-38245-1.
- Lausitz Impressionen. Calvendo Verlag, Unterhaching 2020, 7. Aufl. ISBN 978-3-673-46915-2.
- Geigenbau. Calvendo Verlag, Unterhaching 2022, 7. Aufl. ISBN 978-3-673-47155-1.
- Rügen Art. Calvendo Verlag, Unterhaching 2018, 6. Aufl. ISBN 978-3-665-74342-0.
- POP2016 quer. Calvendo Verlag, Unterhaching 2012, 4. Aufl. ISBN 978-3-664-17023-4.
- POP2016 hoch. Calvendo Verlag, Unterhaching 2012, 4. Aufl. ISBN 978-3-664-17148-4.
- Stilles Berlin. Calvendo Verlag, Unterhaching 2012, 3. Aufl. ISBN 978-3-660-63201-9.
- Faces of London. Calvendo Verlag, Unterhaching 2013, 3. Aufl. ISBN 978-3-664-24416-4.
- Faces of London. Calvendo Verlag, Unterhaching 2013, 3. Aufl. ISBN 978-3-664-24410-2.
- POP11 quer. Calvendo Verlag, Unterhaching 2012, 1. Aufl. ISBN 978-3-660-05947-2.
- Campus Galli. Cottbus 2016, 1. Aufl. ISBN 978-3-9817962-1-6.
- HANDwerk. Cottbus 2016, 1. Aufl. ISBN 978-3-9817962-0-9.

## Kunstprojekte
- 2015: Die Kunst der Inklusion für die Lebenshilfe e.V.[36]
- 2016: 70 Jahre LR anlässlich des Jubiläums der Lausitzer Rundschau[37]
- 2016: Kunst am Bau Medienhaus in Cottbus[38]

## Auszeichnungen

### Filme
- 2021: Deutschland – Continental Film Festival (Finalist Virtual Reality)[39]
- 2021: Deutschland – VRHAM! (Official Selection)[40]
- 2021: Indien – Sun of the East Award (SiegerBest VR/AR and 360° Film)[41]
- 2020: USA – Gold Movie Awards (Finalist Best Series)[42]
- 2020: USA – The Chico Independent Film Festival (Finalist Best VR/AR and 360° Film)[43]
- 2020: Australien – SmartFone Flick Fest 2020 (Sieger SF360)[44]
- 2020: Indien – Sand Dance International Film Festival 2020 (Sieger Best VR Project)[45]
- 2020: Österreich – Vienna Science Film Festival (Finalist Best VR/AR and 360° Film)[46]
- 2020: USA – New York Cinematography AWARDS (NYCA)(Semi Finalist Best VR/AR and 360° Film)[47]
- 2020: Kalkutta – L’Age d’Or International Arthouse Film Festival 2020 (Sieger Best VR/AR and 360° Film)[48]
- 2020: Bhutan – Druk International Film Festival 2020 (Sieger Best Virtual Reality Project)[49]
- 2020: Spanien – Barcelona Planet Film Festival 2020 (Sieger Best Virtual Reality/360°)[50]
- 2020: Italien – Varese International Film Festival 2020 (Sieger Best VR Project)[51]
- 2020: Indien – Tagore International Film Festival 2020 (Sieger Best VR/AR und 360° Film)[52]
- 2020: USA – Los Angeles Film Award 2020 (Sieger Best Virtual Reality)[53]
- 2020: Deutschland – Lift-Off Film Festival Berlin 2020 (Official Selection)[54]
- 2020: Niederlande – Ambacht in Beeld Film Festival Amsterdam 2020 (Official Selection)[55]
- 2019: England – Lift-Off Film Festival London 2019 (Official Selection)[56]
- 2019: Deutschland – nextreality.contest 2019 (Nominierung)[57]
- 2019: Kanada – FIVARS 2019 (Official Selection)[58]
- 2019: USA – Nashville Film Festival 2019 (Official Selection)[59]
- 2018: China – insta360 Avard[60]

### Fotografie
- 2016: Bosnien-Herzegowina – Balkan Photo Festival[61]
- 2015: Argentinien – Federación Argentina de Fotografìa[62]
- 2015: USA – New York Center for Photographic Art[63]
- 2014: Frankreich – IIIème Salon Photographique International[64]
- 2014: Bosnien-Herzegowina – Univerzitetski Foto-Klub Banjaluka[65]
- 2014: Spanien – Agrupació Fotografica Setabense d'Aficionats Xàtiva[66]
- 2014: Indien – JCM Circuit[67]
- 2013: Deutschland – 1. Bavarian International Circuit[68]
- 2013: Deutschland – 1. Bavarian International Circuit[69]
- 2013: Argentinien – 2. Sálon International de Fotografía[70]

## Arbeiten im öffentlichen Besitz (Auswahl)
- Stiftung Fürst-Pückler-Museum
- Museum Schloss Doberlug
- Artothek der Stadtbibliothek Cottbus
- Hüttenmuseum Peitz[71]
- Stadtmuseum Pritzwalk
- Handwerkskammer Cottbus
- Handwerkskammer Potsdam
- Finsterwalder (Sparkasse Elbe-Elster)